# تری‌سدیم سیترات
تری‌سدیم سیترات (به انگلیسی: Trisodium citrate) با فرمول شیمیایی Na۳C۶H۵O۷ یک ترکیب شیمیایی است. که جرم مولی آن 258.06 g/mol (water free), 294.10 g/mol (dihydrate) می‌باشد.

## کاربرد های تری سدیم سیترات

### تری سدیم سیترات در صنایع غذایی
سدیم سیترات به عنوان افزودنی در غذا ها به شکل چاشنی یا نگه دارنده مورد استفاده قرار می گیرد. این ماده، عامل طعم دهنده در انواع مختلفی از مشروبات غیر الکلی گازدار است. سدیم سیترات در اجزای ترکیبی سوسیس خام نیز قرار دارد. سدیم سیترات هم چنین در مخلوط گلاتن، بستنی، ماست، ژله ها، پودر شیر، پنیر فرآوری شده، نوشیدنی های کربناتی، شراب ها و سایر مواد نیز وجود دارد.

### تری سدیم سیترات به عنوان میانگیر
سیترات به عنوان پایه ای توام با اسیدی ضعیف می تواند به عنوان عامل میانگیری یا کنترل کننده اسیدیته نقش ایفا کند تا مانع تغییرات PH شود. این ترکیب برای کنترل اسیدیته در برخی مواد مانند دسر های گلاتن استفاده می شود. تری سدیم سیترات با اضافه شدن به بسیاری از بسته های بازرگانی حاوی محصولات لبنی به خصوص پنیر و ماست، به کنترل PH موثر بر دستگاه گوارش انسان کمک می کند.

### استفاده‌های دارویی تری سدیم سیترات
امروزه، این ماده در تیوب‌های جمع‌کننده خون و برای حفاظت از خون در بانک‌های خون مورد استفاده قرار می‌گیرد. سیترات با تشکیل ترکیبات کلسیم سیترات، یون‌های کلسیم را به وجود می‌آورد که باعث جلوگیری از لخته شدن خون می‌گردد. هم چنین از سدیم سیترات به عنوان عامل قفلی در خطوط همودیالیز استفاده می‌شود تا به جای هپارین مورد بهره‌برداری قرار گیرد که باعث می‌شود ریسک‌های ناشی از استفادهٔ هپارین برطرف شوند.

## روش تولید تری سیترات سدیم
به طور کلی تولید این ترکیب شیمیایی از طریق فرآیند خنثی سازی اسید سیتریک با هیدروکسین سدیم انجام می گیرد که به طور طبیعی در بسیاری از میوه ها و مواد غذایی وجود دارد و از طریق تخمیر مخمرها و با روش جداسازی استخراج حلال به دست می‌ آید. تولید سیترات سدیم در مقیاس صنعتی و انبوه از طریق فرایند تخمیر در تجهیزات راکتور انجام می‌شود. محلول نهایی از طریق فرآیند فیلتراسیون، جداسازی شده و اسید سیتریک از طریق رسوب جدا می شود. ترکیب شیمیایی سدیم سیترات به شکل کریستال جامد سفید رنگ و به فرم “تری سدیم سیترات دی هیدرات” از نظر تولید تجاری به بازار عرضه می ‌شود.